# Schloss Stopfenheim

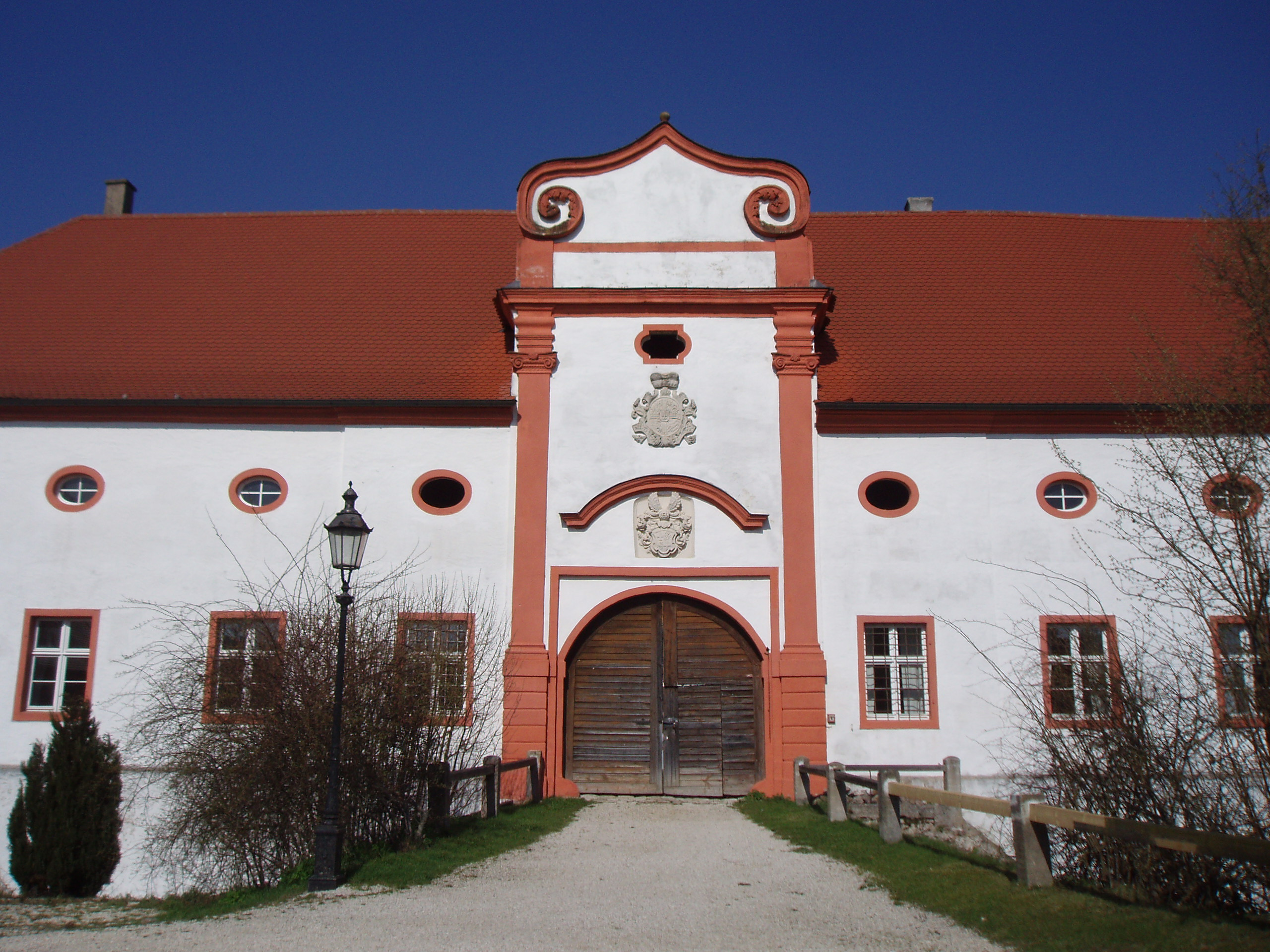
Das Schloss (Bild aufgenommen im April 2010)

Das Schloss Stopfenheim steht in Stopfenheim, einem Gemeindeteil von Ellingen im mittelfränkischen Landkreis Weißenburg-Gunzenhausen. Die postalische Adresse ist An der Vogtei 2. Das Wasserschloss ist unter der Denkmalnummer D-5-77-125-161 als Baudenkmal in die Bayerische Denkmalliste eingetragen.
Der Vorgängerbau war eine Wasserburg, die im frühen 18. Jahrhundert abgerissen wurde. 1716 wurde das jetzige Schloss als Vogtei des Deutschen Ordens vom Baumeister Franz Keller im barocken Stil über den Grundmauern des Vorgängerbaus erbaut. Das Schloss ist eine um einen rechteckigen Hof gebaute Vierflügelanlage mit Wassergraben. Von 1824 bis 1964 diente das Gebäude als Pfarrhaus und kam 1975 in Privatbesitz.
1994 ersteigerte der Münchner Paul Neumann das Schloss und ließ es teilweise renovieren. 2021 kauften die Künstlerin Sabine Wimmer und der Weissenburger Arzt Felix Winter das Schloss. Für die Öffentlichkeit ist es nicht zugänglich.
An der Fassade befinden sich die Wappen von Franz Ludwig von Pfalz-Neuburg und der Landkomture Philipp von Gelnhausen und Franz von Lehrbach.